# 로미오와 줄리엣 (1954년 영화)
《로미오와 줄리엣》(Giulietta E Romeo, Romeo And Juliet)은 이탈리아에서 제작된 레나토 카스텔라니 감독의 1954년 영화이다. 동명의 윌리엄 셰익스피어의 희극을 각색한 작품이다. 로렌스 하비 등이 주연으로 출연하였고 조셉 자니 등이 제작에 참여하였다.
이 영화는 베네치아 국제 영화제에서 황금사자상을 받았다.

## 출연

### 주연
- 로렌스 하비
- 수잔 쉔탈

### 조연
- 플로라 롭슨
- 머빈 존스
- 빌 트래버스
- 엔조 피어몬트

## 기타
- 원작자: 윌리엄 셰익스피어